# New Gen Airways
NewGen Airways (thailändisch บริษัท สบายดีแอร์เวย์ส จำกัด) war der Markenname der Sabaidee Airways, einer thailändischen Fluggesellschaft mit Sitz in Bangkok und Basis auf dem Flughafen Bangkok-Don Mueang.

## Geschichte
NewGen Airways wurde 2013 gegründet. Berichten zufolge soll die Gesellschaft dem ehemaligen Popsänger und Anführer der Bewegung der „Rothemden“ Arisman Pongruangrong und dessen Frau gehört haben. Diesem zufolge gehörte sie jedoch seinen Freunden und er helfe nur bei ihrem Management.

## Flugziele
NewGen Airways flog von Bangkok und Krabi mehrere Ziele in China sowie innerthailändische Ziele wie Phuket, Chiang Mai und Nakhon Ratchasima an.

## Flotte
Mit Stand März 2019 bestand die Flotte der NewGen Airways aus elf Flugzeugen mit einem Durchschnittsalter von 18,3 Jahren:
| Flugzeugtyp    | Anzahl | bestellt | Anmerkungen                             | Sitzplätze |
| -------------- | ------ | -------- | --------------------------------------- | ---------- |
| Boeing 737-400 | 3      |          |                                         | 168        |
| Boeing 737-800 | 8      |          | mit Winglets ausgestattet; drei inaktiv | 189        |
| Gesamt         | 11     | –        |                                         |            |